# Hoplocorypha brevicollis
Hoplocorypha brevicollis es una especie de mantis de la familia Thespidae.

## Distribución geográfica
Se encuentra en Estado Libre de Orange.